# Hoya wayetii
Hoya wayetii ist eine Pflanzenart der Gattung der Wachsblumen (Hoya) aus der Unterfamilie der Seidenpflanzengewächse (Asclepiadoideae).

## Merkmale

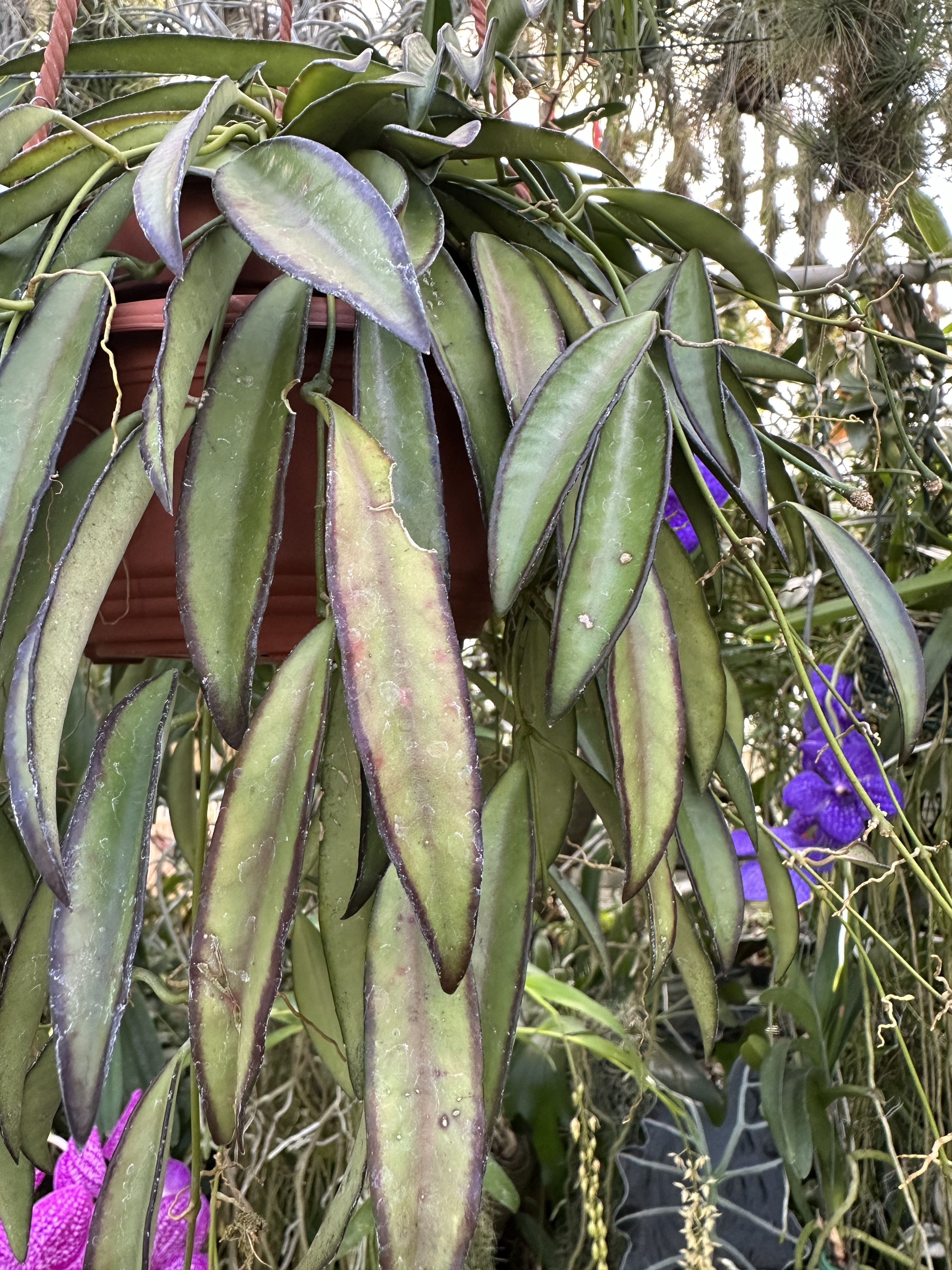
Belaubung

Hoya wayetii ist eine ausdauernde, epiphytische Pflanze mit windenden, verzweigten Trieben, die auch hängen können. Die fadenförmigen Triebe haben bis 2 mm Durchmesser und sind kahl. Sie sind stark beblättert und verholzen etwas im Alter. Sie weisen kleine, kurze, etwas verdickte Adventivwurzeln direkt unterhalb der etwas verdickten Nodien auf. auf. Die Internodien sind 3 bis 5 cm lang. Die gegenständigen, sukkulenten Blätter sind kurz gestielt, die im Querschnitt runden und kahlen, dunkelgrünen Blattstiele sind 0,5 bis 1,5 cm lang. Die schmal-lanzettlichen Blattspreiten sind 5 bis 14,5 cm lang und 1,5 bis 2,7 cm breit. Ober- und Unterseite sind kahl, Die Oberseite ist flach bis leicht konvex gebogen, die Unterseite ist dreieckig bzw. das Blatt ist im Querschnitt flach v-förmig. Die Mittelrippe tritt stark hervor. Ansonsten ist aber keine Blattnervatur erkennbar. Die Oberseite ist dunkelgrün mit etwas dunkleren Rändern. Die Unterseite ist etwas heller. Die Basis der Blattspreite ist keilförmig, der Apex läuft spitz zu.
Der doldenförmige Blütenstand besteht aus 20 bis 30 Blüten (12 bis 18 Blüten) und hängt. Der Blütenstandsstiel ist kahl, er wird bis 7 cm lang und ist im Querschnitt rund. Die Blütenstiele sind kahl und unterschiedlich lang, sodass die Blüten keine einheitliche Oberfläche im Blütenstand bilden. Sie sind gebogen, 1 bis 2 cm lang und bis etwa 11 mm dick. Die hellgrünen Kelchblätter sind 1,7 mm lang und 1,3 mm breit an der Basis. Der Apex ist gerundet. Sie besitzen an den Rändern Zilien. Die Innenseite ist kahl, die Außenseite granulös.
Die Kronblattzipfel sind sehr stark zurück gebogen. Der Durchmesser der Blütenkrone beträgt dadurch nur etwa 7 bis 9 mm und ist damit nur wenig größer als der Durchmesser der Nebenkrone. Mit sternförmig ausgebreiteten Kronblattzipfeln hätte die Blütenkrone einen Durchmesser von etwa 1,6 cm. Die Kronblattzipfel sind dunkelrot und innen mit feinen Härchen besetzt. Außen sind die Kronblattzipfel kahl, ausgenommen die apikalen Spitzen, die fein behaart sind. Die Kronblattzipfel sind 3,5 mm lang und an der Basis etwa 3,8 mm breit.
Die Nebenkrone ist gestielt. Die Zipfel der Nebenkrone sind 3,8 mm lang, einschließlich Fortsatz 4,2 mm sowie an der breitesten Stelle 1,7 mm breit. Der äußere Fortsatz ist bilobat, also mittig keilförmig eingeschnitten. Die inneren Fortsätze sind lang, spatelförmig, und vereinigen sich über dem Griffelkopf. Die Nebenkrone ist ebenfalls tiefrot, mit Ausnahme der apikalen Teile der Zipfel. Der Griffelkopf ist konisch, der obere Teil seitlich flaumig behaart.
Die Pollinien sind 475 µm lang und max. 145 µm breit, und ungeflügelt. Sie sind am apikalen Ende nach innen abgeschrägt. Die Pollinia sind am dicksten nahe dem apikalen Ende. Die Caudiculae sind länglich-dreieckig und setzen etwa oberhalb der Mitte des Corpusculum an. Zwei keulenförmige Fortsätze unterhalb und auf den Caudiculae setzen etwas unterhalb der Mitte des Corpusculum an. Das Corpusculum ist 160 µm lang und schlank, am breitesten an den Ansatzpunkten von den Caudiculae und den keulenförmigen Fortsätzen. Das untere Ende ist stark eingeschnitten (fast bis zur Hälfte der Länge) und von einer häutigen, seitlich ansetzenden Membran umgeben. Die Blüte duftet stark nach Honig.
Früchte und Samen wurden bisher nicht beobachtet.

## Ähnliche Art
Die Art ähnelt in der Blattform der Hoya verticillata (Vahl) Don und der Hoya kentiana Burton. Die Blätter sind bei Hoya wayetii aber länger, etwas dicker und mehr dunkelgrün. Bei Hoya verticillata sind die Blätter aber relativ breiter, bei Hoya kentiana relativ schmaler. Bei Hoya kentiana sind die Kronblattzipfel ebenfalls sehr stark umgebogen, die Blüte ist etwas größer. Bei Hoya verticillata sind die Kronblattzipfel nicht so stark zurück gebogen.

## Geographische Verbreitung und Habitat
Das Verbreitungsgebiet sind tropische Bergwälder (um 1.500 Meter über Meereshöhe) in der Provinz Benguet, Insel Luzon, Philippinen.

## Taxonomie
Das Taxon Hoya wayetii wurde 1993 von Robert Dale Kloppenburg aufgestellt. Der Holotyp wurde im November 1989 gesammelt und stammte aus der Gegend von Baguio, Benguet-Provinz, Luzon, Philippinen und wird unter Maximo K. Wayet #1989 (CHUP) aufbewahrt. Ein Isotyp wurde im Herbarium der University of California in Berkeley (UC) unter der Nr. Kloppenburg #90148 deponiert.
Die Art ist nach dem Finder und Sammler der Typuspflanze Maximo K. Wayet benannt.